# Grouven (Elsdorf)
Grouven ist ein Ortsteil der Stadt Elsdorf im Rheinland. Elsdorf ist eine Stadt im Rhein-Erft-Kreis, Nordrhein-Westfalen.

## Lage
Grouven liegt östlich von Elsdorf. Durch den Ort verlaufen die Kreisstraßen 33 und 41. Am östlichen Ortsrand führt die Bundesstraße 477 vorbei. Nördlich des Dorfes liegt die Anschlussstelle Bergheim/Elsdorf der Bundesautobahn 61. Die Hambachbahn fährt am Ortsrand vorbei.
Zu frühester Zeit führte mitten durch den Ort eine Römerstraße nach Köln. Die Straße steht heute unter Denkmalschutz.

## Geschichte

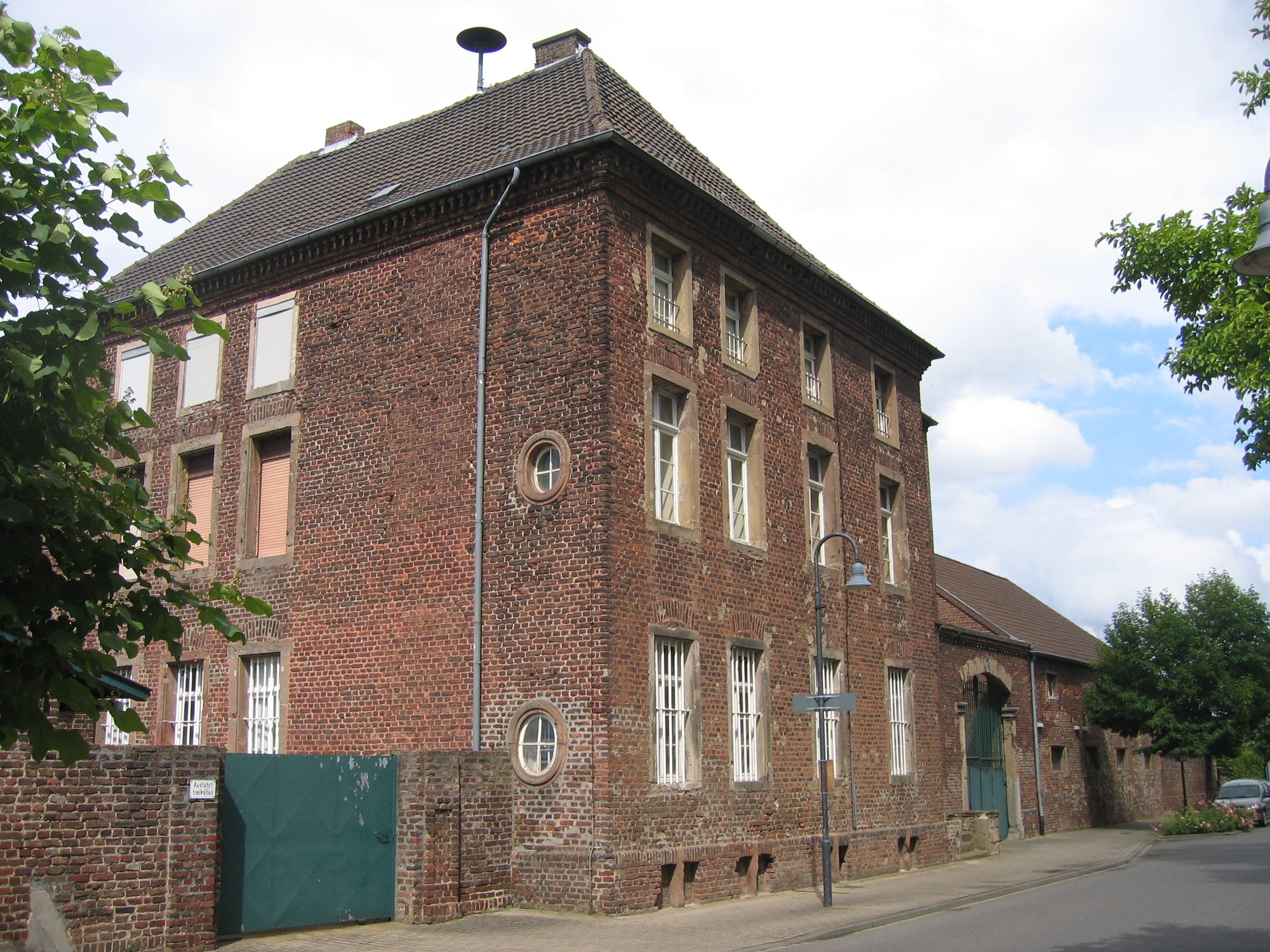
Burg Grouven

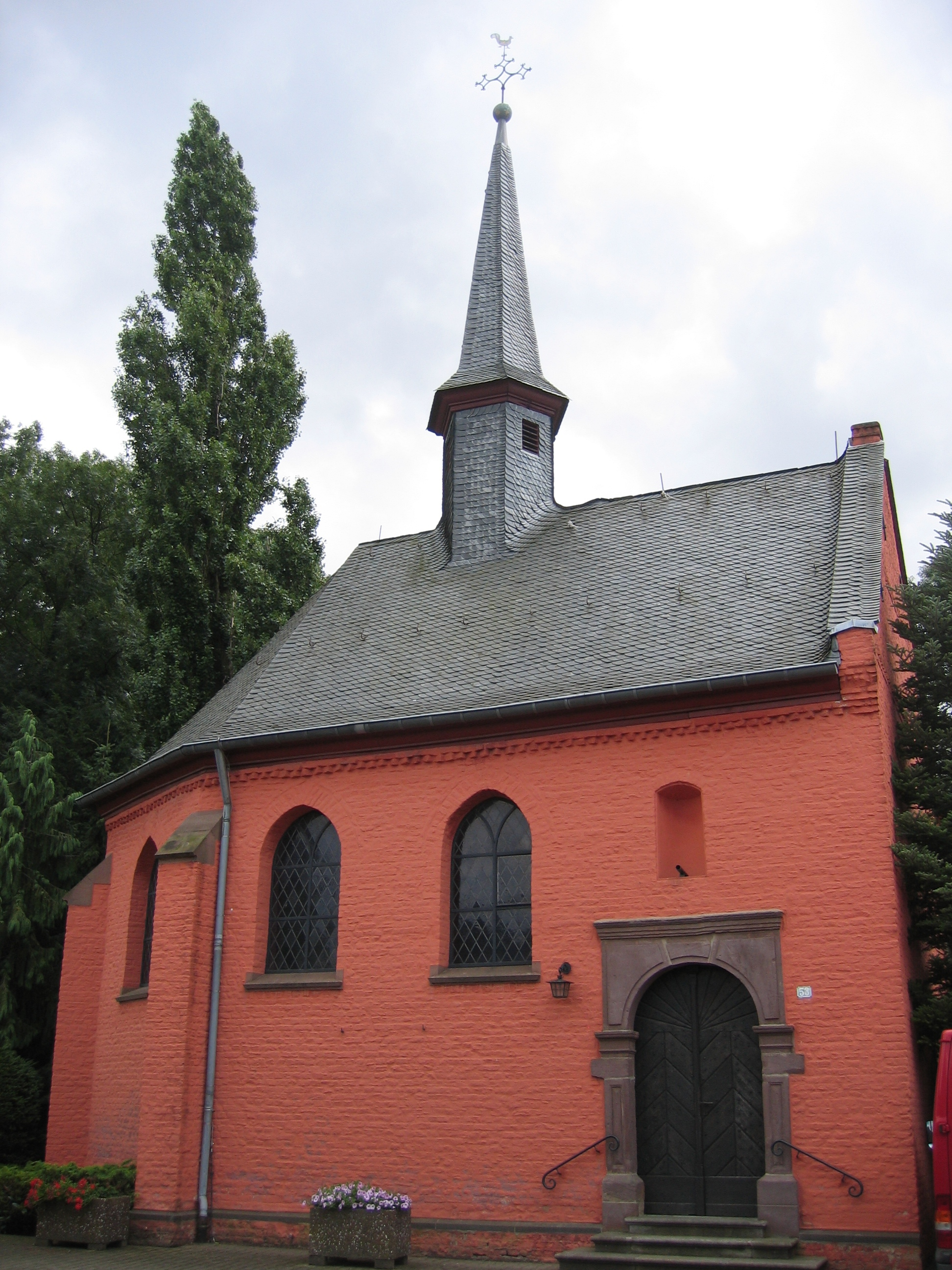
Kapelle St. Brigida

Der Ort wurde im Jahre 922 zum ersten Male genannt. Früher wurde das Dorf mit „Gruondduvon“ und „Grouenouu“ bezeichnet.
Die Burg Grouven wurde um 1500 erstmals erwähnt und war bis circa 1700 im Besitz einer sich nach Grouven benennenden Ministerialenfamilie.
Die Kapelle St. Brigida, Filialkirche von Berrendorf, gehörte früher zu einem Gasthaus, einer Pilgerraststätte. Später wurde sie vergrößert.
Früher war in Grouven auch eine Grundschule, die aber geschlossen wurde.
Außerdem verfügt das Dorf über eine Freiwillige Feuerwehr und seit 1850 über die St. Sebastianus-Schützenbruderschaft.

## Öffentlicher Personennahverkehr
Grouven ist durch die VRS-Linien 950 und 988 der Rhein-Erft-Verkehrsgesellschaft an den öffentlichen Personennahverkehr angeschlossen.
| Linie | Verlauf |
| ----- | --- |
| 950   | Weiden Zentrum (Stadtb.) – Königsdorf Bf – Quadrath-Ichendorf Bf – Kenten – Bergheim Bf – Zieverich – Thorr – Grouven – Berrendorf – Giesendorf – Elsdorf – Angelsdorf – Esch – Niederembt – Frankeshoven – Oberembt – Bettenhoven – Rödingen |
| 988   | (Stammeln – Heppendorf – Widdendorf – Grouven – Berrendorf-Wüllenrath – Giesendorf –) Elsdorf – Angelsdorf – Esch – Tollhausen – Oberembt – Frankeshoven – Niederembt – Bedburg Schulzentrum / (Kirdorf – Blerichen – Bedburg Bf)             |